# Mudvayne
Mudvayne va ser una banda estatunidenca de heavy metal formada a Peoria, Illinois l'any 1996. Consta de quatre membres, el vocalista principal Chad Gray, Greg Tribbett a la guitarra, Ryan Martinie al baix i Matthew McDonough a la bateria. Sota el segell Epic Records, La banda compta amb una discografia de cinc àlbums d'estudi, dos àlbums de compilació, i dos DVD. La banda es trobava influenciada pel metal progressiu amb ritmes de jazz i blues, tot i que conservant el to agressiu característic del heavy metal.
Mudvayne va arribar a la fama el 2000 amb el seu àlbum debut L.D. 50, que va aconseguir el lloc núm. 85 en el Billboard 200, i el certificat de disc d'or per la RIAA. El senzill principal de l'àlbum «Dig» va guanyar el MTV2 Award en els MTV Video Music Awards, l'any 2001, i va ser la primera vegada que el premi li havia estat lliurat a una banda de metal. El 2006, Mudvayne va ser nomenada per millor performance d'una banda de metal, en els Premis Grammy pel seu senzill «Determined» de l'àlbum Lost and Found. Mudvayne posseeix quatre certificacions de Disc d'or per la RIAA, i ha venut aproximadament tres milions d'àlbums als Estats Units.
Des del 2010, la banda ha estat inactiva, amb els seus membres enfocats en altres projectes i fent aparicions especials. Chad Gray és el vocalista del grup de heavy metal Hellyeah, a la qual també pertanyia Greg Tribbett fins al 2014. A principis de 2015, Chad Gray va declarar: «el retorn sembla molt poc probable tret que tots els integrants de la banda es llepessin les ferides i ho superessin».

## Biografia

### Orígens
Mudvayne es va formar el 1996 amb Chad Gray, Greg Tribbet, Matthew McDonough, i Shawn Barclay, publicant la maqueta Kill, I Oughtta. El 1998, el baixista Shawn Barclay va ser reemplaçat per l'actual integrant Ryan Martinie.

### L.D.50iThe Beginning of all Things to End(1999-2001)
El seu primer treball va ser editat el 1996, ells mateixos van produir un EP titulat Kill, I Oughtta, que els va servir per donar-se a conèixer en l'ambient musical de la seva zona i per aconseguir un contracte amb la companyia discogràfica Epic Records.
El seu primer disc, L.D. 50, va ser produït per Shawn Crahan (percussionista de Slipknot) i Garth Richardson, i va servir com a carta de presentació, no només del peculiar estil molt elaborat de la banda, sinó també de les seves aptituds com a músics.
Avui dia, Mudvayne és una banda elogiada en el panorama del rock internacional. Encara que el fet d'haver fet una gira amb Slipknot fent de teloners els hagi costat la seva comparació (com el maquillatge que utilitzen en els concerts).
Però es noten clarament les diferències en la seva música. Els membres de la banda diuen que el maquillatge és una forma de donar-li un aspecte visual als seus concerts.
La banda va aconseguir anar de gira al costat de Slipknot, System Of A Down, Rammstein, American Head Charge i No One, tots ells per EUA en el The Pledge Of Allegiance Tour, lamentablement Mudvayne va ser la primera banda a abandonar la gira a gairebé complir un mes.

### The End of All Things to Come(2002-2003)
A The end of All things to come se simplifiquen les estructures dels temes en comparació de L.D.50 i Lost and Found. Es tracta d'un treball on aprofundeixen el seu costat més agressiu amb maduresa compositiva, allunyada del seu primer treball però mantenint la complexitat.
Durant l'any 2003, van participar del Projekt Revolution amb Linkin Park. Com a dada curiosa, la cançó «Not falling» va ser usada en la sèrie de MTV Fur TV i en els crèdits finals de la pel·lícula Ghost ship.

### Lost and Found(2004-2006)
El 2005 va ser llançat l'àlbum Lost and Found, el qual va obtenir disc de platí.
Mudvayne va participar en l'escenari principal de Ozzfest, i durant aquest concert, Txad Gray vestia un vestit de mico sense cap.
Van haver de cancel·lar la gira amb American Head Charge, Life Of Agony i Bloodsimple, per la defunció de Bryan Ottoson, guitarrista de American Head Charge, per una sobredosi de medicaments.
Mudvayne l'any 2006 va estar de gira al costat de Korn i 10 Years en el See You On The Other Side Tour.

### By the People, For the People(2007-2008)
By the People, For the People és l'àlbum recopilatori que conté cançons en viu i maquetes dels seus anteriors àlbums, així com dos nous enregistraments, el senzill «Dull Boy» i la versió «King of Pain» de la banda The Police. L'àlbum va ser anomenat així perquè la banda volia donar un cert tipus d'homenatge als seus admiradors com a part d'agraïment, però a més van tenir l'oportunitat que participessin en l'elecció de les millors cançons i també en el disseny de la portada.
Al novembre del 2007 es va dur a terme una convocatòria en la qual els admiradors podrien participar en la creació del vídeo del tema «Dull Boy» i en el qual se sortejaria una càmera digital d'última tecnologia.
En el 2007 Chad Gray i Greg Tribbett van dur a terme el projecte Hellyeah, que és una banda de Post-thrash que inclou al baterista de Pantera, Vinnie Paul Abbott, i a membres de la banda Nothingface.

### The New Game(2008)
La banda va llançar el seu àlbum anomenat The New Game el dia 18 de novembre del 2008, del qual destaquen els singles «Do What You Do» i «Scarlet Letters» a més d'un videoclip per a la cançó «A New Game» entre les 11 cançons es troba la cançó «Dull Boy» que havia estat presentada amb anterioritat en l'àlbum By the People, For the People.

### Mudvayne(2009)
El seu sisè àlbum d'estudi, titulat així mateix Mudvayne, va ser produït per Dave Fortman associat amb Jeremy Parker. L'àlbum és una mica més "retro" des del punt de vista de Gray: «Fins ara hem estat fent una progressió natural, i jo crec que per a aquest disc el classifiquem com un retorn natural». L'àlbum va ser genregistrat durant l'estiu del 2008 a El Paso, Texas. El 7 d'octubre de 2009, Mudvayne van anunciar al seu MySpace que llançarien un àlbum homònim el 22 de desembre, seguit d'una gira, i prèviament al seu llançament van publicar al mateix web dues cançons anomenades «Beautiful and Strange» i «Heard it All Before». Mudvayne ha estat descrit per McDonough com «el millor CD que la banda ha gravat des del seu segon àlbum, The End Of All Things To Come».
L'àlbum va ser llançat en quatre diferents formats: una edició Estàndard en caixa de plàstic, una altra edició Versió Deluxe limitada a 100.000 còpies; conté el disc «sensible» a la llum en format Digipack i un led per poder veure la carátula. Una edició Versió Super Deluxe, edició limitada a 1.000 còpies, les quals només es venen a través de la Web oficial del grup. Conté el disc «sensible» a la llum en format Digipack, un led per poder il·luminar la portada del disc, una calcomania i un pòster.

## Membres

### Alineació Final
- Chad Gray: veu (1996-2010)
- Ryan Martinie: baix (1998-2010)
- Greg Tribbett: guitarra (1996-2010)
- Matt McDonough: bateria (1996-2010)

### Anteriors
- Sean Barclay: baix (1996-1998)

## Discografia
| Any  | Títol                         | Segell discogràfic |
| 2000 | L.D. 50                       | Epic Records       |
| 2001 | Kill, I Oughta                | Independent        |
| 2002 | The End of All Things to Come | Epic Records       |
| 2005 | Lost and Found                | Epic Records       |
| 2008 | The New Game                  | Epic Records       |
| 2009 | Mudvayne                      | Epic Records       |

### Altres àlbums
| Any  | Títol                              | Segell discogràfic |
| 2001 | The Beginning of All Things to End | Epic Records       |
| 2003 | Live Bootleg                       | Epic Records       |
| 2007 | By the People, For the People      | Epic Records       |

## Premis
- 2001 MTV Video Music Awards - MTV2 Award «Dig»
- Nominat - 2006 Grammys - Best Metall Performance «Determined»